# گورنیاک، آلتایی
شهر گورنیاک، آلتایی (به روسی: Горняк) در کشور روسیه و در کرای آلتایی واقع شده‌است.